# Sozopol Gap
Das Sozopol Gap (englisch; bulgarisch Созополска седловина Sosopolska sedlowina) ist ein über 200 m hoher und 250 m breiter Bergsattel auf der Livingston-Insel im Archipel der Südlichen Shetlandinseln. Im Delchev Ridge der Tangra Mountains liegt er zwischen dem Elena Peak im Südwesten und dem Kalojan-Nunatak im Nordosten. Er ist Teil der Wasserscheide zwischen dem Sopot-Piedmont-Gletscher und dem in die Bransfieldstraße mündenden Pautalia-Gletscher.
Die bulgarische Kommission für Antarktische Geographische Namen benannte den Bergsattel 2004 nach der Stadt Sosopol im Osten Bulgariens.